# Celinski keltski jeziki
Celinski keltski jeziki so podskupina keltskih jezikov, ki obsega danes izumrle keltske jezike, ki so se v starem veku govorili na evropski celini. So najstarejši pisni vir keltskih jezikov. Izpričani so v napisih in kovancih iz Galije, Italije in Španije ter v krajevnih in osebnih imenih ki so jih dokumetirali klasični pisci (Mallory 1989: 95).
Predstavniki celinskih keltskih jezikov so:
- galski
- galatski
- keltiberski
- lepontski
- verjetno tudi noriški jezik

Galski jezik je tesno soroden z lepontskim in galatskim, medtem ko se keltiberski znatneje razlikuje od drugih celinskih keltskih jezikov. Zelo malo je znanega o keltskih jezikih vzhodne Evrope in Balkana, ki so izpričani izključno v osebnih in krajevnih imenih.
Galski in keltiberski jezik sta se delila na več narečij. Lepontščino jezikoslovci včasih štejejo celo za narečje galščine, vendar pa slednja klasifikacija zaradi skromnih pisnih virov ni zanesljiva (Ball in Fife 1993: 6).